# Магно Холл, Диди
Диди Магно Холл (англ. Deedee Magno Hall; род. 2 апреля 1975, Портсмут, Виргиния) — американская актриса и певица. Наиболее известна по участию в поп-группе «The Party» и озвучиванию Жемчуг в мультсериале «Вселенная Стивена» и его эпилоге «Вселенная Стивена: Будущее».

## Биография
Магно Холл родилась в Портсмуте, Вирджиния, в семье филиппиноамериканских иммигрантов: моряка Военно-морского флота США и медсестры. Она выросла в Сан-Диего, Калифорния, и Орландо, Флорида.
Магно Холл начала сниматься в юном возрасте, предоставив свой голос для диснеевского шоу «Клуб Микки Мауса» (первая запись в 1988 году) в 1988—1991 годах, а также периодически в 1992 году. Она также исполнила роль Жасмин в диснеевском фильме «Aladdin: A Musical Spectacular». В фильме 1993 года в фильме «Сестричка, действуй 2» она сыграла роль одной из студенток.
После «Вечеринки» Магно Холл продолжила выступать в музыкальном театре, где наиболее заметной стала её роль Ким в бродвейской постановке «Мисс Сайгон», которую она позже повторила в национальном турне. Позже она сыграла роль Нессарозы в первом национальном туре мюзикла «Злая» с 12 декабря 2006 года по 16 ноября 2008 года. Она повторила эту роль в постановке в Сан-Франциско в театре «Орфеум». Представления начались 27 января 2009 года, а премьера состоялась 6 февраля 2009 года. Свой последний спектакль она сыграла 5 сентября 2010 года, когда постановка была закрыта. В октябре 2015 года она присоединилась к ансамблю американского турне спектакля «Если/Затем». С 12 мая по 18 июня 2017 года Холл играла в спектакле «Next to Normal» в роли Дианы Гудман.